# Route nationale 410
Die Route nationale 410, kurz N 410 oder RN 410, ist eine französische Nationalstraße.

## Aktueller Straßenverlauf
Die aktuelle Nationalstraße stellt eine ein Kilometer lange Verbindung („Liaison“) zwischen der Anschlussstelle  der Autoroute A1 und der Ortschaft Saint-Denis dar.

## Streckenverlauf
| Position | höchste zulässige Gesamtgeschwindigkeit | Fahrbahnen | km | Typ                 | Abschnitt | Längengrad | Breitengrad |
| -------- | --------------------------------------- | ---------- | -- | ------------------- | --------- | ---------- | ----------- |
| 1        | 90                                      | 2          |    | Beginn der Autobahn | A 86      | 48.9263    | 2.4026      |
| 2        | 90                                      | 2          |    | Ende der Autobahn   | A 1       | 48.9360    | 2.4052      |

## Historischer Straßenverlauf
Die historische Nationalstraße verband von 1933 bis 1973 die Ortschaften Pont-à-Mousson und Bitche. Nach der Deklassierung wurde die Nationalstraße 310A, eine Verbindung vom Boulevard périphérique nach Saint-Denis, zur N 410 umgewidmet, aber auch bis auf kurzes Stück in Saint-Denis 2006 herabgestuft. Außerdem übernahm 1973 die Nationalstraße 62 den Abschnitt von Sarreguemines bis Bitche in ihren Streckenverlauf.